# Jérémie Covillault
 (septembre 2021).
Jérémie Covillault est un acteur français, né le 13 mars 1976 à Paris.
Très actif dans le doublage, il est notamment la voix française régulière de Tom Hardy, Benedict Cumberbatch et Joel Edgerton ainsi qu'une voix récurrente de Javier Bardem, Jai Courtney, Jon Hamm, Andy Serkis, Hugh Jackman et Jeffrey Dean Morgan.

## Biographie

### Jeunesse et formation
Jérémie Covillault a moins de 12 ans lorsqu'il commence à jouer dans des téléfilms. En 1988, il joue même le rôle titre dans le téléfilm Maigret et le Témoignage de l'enfant de chœur avec des acteurs bien connus des téléspectateurs français depuis plusieurs décennies tels que Jean Richard, Michel Vitold, Yvonne Clech ou Henri Lambert.

### Carrière
Après ses tournages durant son enfance, il réapparaît, adulte, dans une trentaine de téléfilms notamment diffusé sur France 3 dont la collection policière régionale : Meurtres à.... Il interprète divers rôles dans nombre de séries populaires tels qu'Une femme d'honneur, Julie Lescaut, Femmes de loi, Magellan, Le sang de la vigne, Chérif, Caïn, Sections de recherches, Profilage, Alex Hugo, et à partir de 2021 dans la série Les invisibles au côté de Guillaume Cramoisan.

### Doublage
Formé au métier d'acteur, Jérémie Covillault s'oriente tardivement vers le doublage. Il devient rapidement par la suite une voix reconnaissable de ce milieu. Il est notamment la voix française régulière de Tom Hardy, Benedict Cumberbatch et Joel Edgerton ainsi qu'une voix récurrente de Javier Bardem, Jai Courtney, Jon Hamm, Andy Serkis, Hugh Jackman et Jeffrey Dean Morgan (dont Negan dans The Walking Dead).
Présent dans de nombreux jeux vidéo, il est notamment la voix de Daruk dans The Legend of Zelda: Breath of the Wild, Bane dans Batman: Arkham Origins, Charles W. Reed dans The Sinking City, Iron Bull dans  Dragon Age: Inquisition ou encore le capitaine John Price dans Call of Duty: Modern Warfare.

## Théâtre
- 2006-2007 : Elle nous enterrera tous… de Jean Franco, mise en scène par Jean-Luc Moreau, Théâtre Saint-Georges
- 2013 : Jean et Béatrice, rôles inversés d'après Carole Fréchette, mise en scène par Delphine Gustau, Théâtre des Béliers Parisiens
- 2017 : Chinchilla de Emmanuel Robert-Espalieu, mise en scène par Bruno Banon, Théâtre Les Feux de la Rampe
- 2018 : Le Banquet, mise en scène par Mathilda May, Théâtre du Rond-Point

## Filmographie

### Cinéma

#### Longs métrages
- 1994 : Neuf mois de Patrick Braoudé : le fils de Samuel
- 1997 : Jeunesse de Noël Alpi : Stéphane
- 1998 : Locked-in Syndrome d'Isabelle Ponnet, court-métrage
- 2000 : Virilité de Ronan Girre : le serveur
- 2002 : Aller simple pour Manhattan de Michel Ferry : Michel
- 2003 : Crime contre l'humanité de Norman Jewison : officier d’interrogatoire
- 2004 : Croisière de Natacha Cagnard : Jérôme
- 2004 : Narco de Tristan Aurouet et Gilles Lellouche : le vigile
- 2006 : Ne le dis à personne de Guillaume Canet : le junkie du parking
- 2008 : Il y a longtemps que je t'aime de Philippe Claudel : jeune inspecteur
- 2008 : L'Emmerdeur de Francis Veber : un policier
- 2013 : Grace de Monaco d'Olivier Dahan : officier de sécurité du palace
- 2015 : Je suis à vous tout de suite de Baya Kasmi : le deuxième frère de Paul
- 2017 : Bonne Pomme de Florence Quentin : Mattel
- 2018 : Damien veut changer le monde de Xavier de Choudens : le journaliste
- 2019 : Toute ressemblance… de Michel Denisot : un actionnaire
- 2022 : Les Rascals de Jimmy Laporal-Trésor : un reporter
- 2023 : Astérix et Obélix : L'Empire du Milieu de Guillaume Canet : un soldat romain
- 2024 : Le Comte de Monte-Cristo de Alexandre De La Patellière et Matthieu Delaporte : Antoine, le geôlier
- 2024 : Belle de Benoît Jacquot : Éric Pougeau

#### Court métrage
- 1987 : L'Homme le plus gentil du monde de Noël Alpi
- 1989 : Tour d'ivoire de Dominique Belet
- 1991 : 25 décembre 58, 10h36 de Diane Bertrand
- 2019 : Bel Ange de Franck Victor : le flic

### Télévision

#### Téléfilms
- 1989 : Les Six Compagnons : Tidou
- 1997 : Le Porteur de destins : Antonin Chèze
- 1999 : Marie-Tempête : Thibault
- 1999 : L'Enfant de la honte : Julien
- 2000 : L'Algérie des chimères : le premier soldat
- 2002 : L'Adieu : Bernard
- 2005 : Carla Rubens : Charly Benito
- 2005 : Le Temps de la désobéissance : Pierre Bal
- 2005 : Elizabeth I : le Duc d'Anjou
- 2006 : La Grande Peur dans la montagne : Romain
- 2006 : Nuages : Sébastien
- 2007 : Mitterrand à Vichy : Pelat
- 2009 : Jusqu'à l'enfer : Renaud Ferbach
- 2010 : La Maison des Rocheville : Fabio Cavalli
- 2012 : The Hollow Crown (série de téléfilms) : Montjoy (épisode 4 : Henry V)
- 2012 : Jeux dangereux : Fastelle
- 2013 : Le bonheur sinon rien ! : Jean-Pascal
- 2015 : Meurtres à La Rochelle de Étienne Dhaene : Père Charrier
- 2016 : Meurtres à Aix-en-Provence de Claude-Michel Rome : Hugo Marciano
- 2019 : Itinéraire d'une maman braqueuse d'Alexandre Castagnetti : l'avocat général

#### Séries télévisées
- 1987 : Les Pique-assiette : Tidou
- 1988 : Les Enquêtes du commissaire Maigret, série télévisée, de Michel Subiela épisode Le Témoignage de l'enfant de chœur  : Julien (4e époque)
- 1990 : La Famille Fontaine : Damien
- 1994 : Seconde B : Francis (saison 1, épisode 10)
- 1995 : Sous le soleil : Mathieu Morel (saison 1, épisode 10)
- 1996 : Troubles (Strangers) : Bellhop
- 1996 : Une femme d'honneur : Rémi Ducasse (saison 1, épisode 1)
- 2000 : La Crim'
- 2000 : Julie Lescaut, épisode 3 saison 9, Les surdoués de Stéphane Kurc : Jacky le coiffeur
- 2002 : Le Camarguais : Pascal (saison 1, épisode 2)
- 2003 : Femmes de loi : Marc Fontan (saison 4, épisode 3)
- 2004 : Julie Lescaut, épisode 9 saison 13, Double vie de Bernard Uzan : Michel Fagnot
- 2005 : PJ : Lancelot (saison 10, épisode 3)
- 2006 : Sauveur Giordano : Laurent Berthier (saison 1, épisode 12)
- 2008 : Cellule Identité : Dumas (saison 1, épisode 6)
- 2008 : Joséphine, ange gardien : Alain Rougier (saison 12, épisode 2)
- 2009 : L'École du pouvoir de Raoul Peck : Barbouze 1 (mini-série)
- 2009 : Famille d'accueil : Fabrice (saison 3, épisodes 1, 2, 3, 4 et 5)
- 2010 : Rani : lieutenant français (saison 1, épisodes 5, 6 et 7)
- 2010 : La Maison des Rocheville : Fabio Cavali
- 2011 : Flics : maître Cahuzac (saison 2, épisode 1)
- 2011 : Boulevard du Palais : maître Froissard (saison 13, épisode 1)
- 2011 : Section de recherches : Jules Corsan, brocanteur
- 2011 : Doc Martin : Philippe Prat (saison 2, épisode 4)
- 2012, 2015 et 2018: Camping Paradis : Christophe (saison 3, épisode 6), le père de Maxime (saison 6, épisode 6) et Olivier (saison en cours, épisode 1)
- 2012 : Week-end chez les toquées (1 épisode)
- 2012 : Le Sang de la vigne de Régis Musset : le capitaine Thomas Guillaume (saison 3, épisode 2 : Les Veuves Soyeuses)
- 2013 : Falco : Dr Robinson Benzia (saison 1, épisode 3)
- 2013 : Borgia : Jean d'Albret
- 2013 et 2015 : Commissaire Magellan : Jérôme Castro (saison 3, épisode 2) et Jérôme Fortier (saison 5, épisode 2)
- 2014 : Résistance : Didot (mini-série, 2 épisodes)
- 2015 : Cherif, épisode  À cœur ouvert : Arnaud Lemoine
- 2016 : Hooten and the Lady : Pascal
- 2017 : Profilage : Capitaine Cavaroque
- 2017 : Contact : Julien Kléber
- 2017 : Riviera : Sergent de bureau (mini-série, épisode 4)
- 2017 : Nina : Patrick (saison 3, épisode 5)
- 2018 : Das Boot d'Andreas Prochaska : Dr Morton (mini-série, 2 épisodes)
- 2020 : Alex Hugo, Un rêve impossible
- 2020 : La Révolution : le père Maxence (4 épisodes)
- depuis 2021 : Les Invisibles de Chris Briant et Axelle Laffont : commandant puis commissaire Ronald Chistera
- 2021 : L'Art du crime d'Elsa Bennett et Hippolyte Dard : Mark Zacharias
- 2021 : Le Voyageur de Philippe Dajoux : Dr Frédérique Lemoine (épisode 6 : La Vallée de la peur)
- 2021 : Les Papillons noirs d'Olivier Abbou : le commissaire
- 2021 : Brussels de Stephen Hopkins : l'agent Basil de la DGSE
- 2023-2024 :  Un si grand soleil : François Laumière
- 2024 : La Recrue d'Alexis Charrier (épisode La dernière corrida) : Patrick Ortiz
- 2024 : Paris Has Fallen : Matis Garnier
- 2025 : Factice de Julie Rohart
- 2025 : Anaon de David Hourrègue : Le Guillou

### Autres
En décembre 2019, il participe à la vidéo On joue au loup garou version The Witcher de Cyprien Iov dans le rôle du maître des âmes.

### Publicités
En septembre 2018, il joue dans la publicité de RMC Sport, avec des consultants de la chaîne comme Jérôme Rothen.

## Doublage

### Cinéma

#### Films
- Benedict Cumberbatch dans (15 films) :
  - Le Hobbit : Un voyage inattendu (2012) : Smaug et le Nécromancien
  - Le Hobbit : La Désolation de Smaug (2013) : Smaug et le Nécromancien
  - Le Hobbit : La Bataille des Cinq Armées (2014) : Smaug et le Nécromancien
  - Doctor Strange (2016) : Dr Stephen Strange / Docteur Strange
  - Thor: Ragnarok (2017) : Dr Stephen Strange / Docteur Strange
  - Avengers: Infinity War (2018) : Dr Stephen Strange / Docteur Strange
  - Mowgli : La Légende de la jungle (2018) : Shere Khan
  - Avengers: Endgame (2019) : Dr Stephen Strange / Doctor Strange
  - Brexit: The Uncivil War (2019) : Dominic Cummings[n 1]
  - 1917 (2020) : le colonel MacKenzie
  - Désigné coupable (2021) : le lieutenant-colonel Stuart Couch (en)
  - Spider-Man: No Way Home (2021) : Dr Stephen Strange / Doctor Strange
  - Doctor Strange in the Multiverse of Madness (2022) : Dr Stephen Strange / Doctor Strange
  - Le Livre de Clarence (2024) : Benjamin
  - The Phoenician Scheme (2025) : l'oncle Nubar Korda

- Tom Hardy dans (14 films) :
  - The Dark Knight Rises (2012) : Bane
  - Des hommes sans loi (2012) : Forrest Bondurant
  - Locke (2014) : Ivan Locke
  - Enfant 44 (2015) : Leo Demidov
  - Mad Max: Fury Road (2015) : Max Rockatansky
  - The Revenant (2016) : John Fitzgerald
  - Dunkerque (2017) : Farrier
  - Venom (2018) : Eddie Brock / Venom
  - Capone (2020) : Al Capone
  - Venom: Let There Be Carnage (2021) : Eddie Brock / Venom
  - Spider-Man: No Way Home (2021) : Eddie Brock / Venom (scène post-générique)
  - The Bikeriders (2023) : Johnny Davis
  - Venom: The Last Dance (2024) : Eddie Brock / Venom
  - Ravage (2025) : Walker

- Javier Bardem dans (11 films) :
  - Gunman (2015) : Felix
  - The Last Face (2016) : Dr Miguel Leon
  - Mother! (2017) : Lui
  - Escobar (2017) : Pablo Escobar
  - Everybody Knows (2018) : Paco
  - Dune : Première partie (2021) : Stilgar
  - Being the Ricardos (2021) : Desi Arnaz
  - El buen patrón (2021) : Blanco
  - La Petite Sirène (2023) : le roi Triton
  - Dune : Deuxième partie (2024) : Stilgar
  - F1 (2025) : Ruben Cervantes

- Joel Edgerton dans (10 films) :
  - Gatsby le Magnifique (2013) : Tom Buchanan
  - Strictly Criminal (2015) : John Connelly
  - The Gift (2015) : Gordon « Gordo » Moseley
  - Midnight Special (2016) : Lucas
  - Bright (2017) : Nick Jakoby
  - Red Sparrow (2018) : Nathaniel Nash
  - Gringo (2018) : Richard Rusk
  - Le Roi (2019) : Falstaff
  - The Green Knight (2021) : un seigneur
  - Treize Vies (2022) : Richard Harris

- Jon Hamm dans (8 films) : 
  - Baby Driver (2017) : Jason « Buddy » Van Horn
  - Opération Beyrouth (2018) : Mason Skiles
  - Tag : Une règle, zéro limite (2018) : Bob Callahan
  - The Report (2019) : Denis McDonough
  - Le Cas Richard Jewell (2019) : Tom Shaw
  - No Sudden Move (2021) : Joe Finney
  - Top Gun : Maverick (2022) : le vice-amiral Beau « Cyclone » Simpson
  - Mean Girls : Lolita malgré moi (2024) : le coach Carr

- Andy Serkis dans (7 films) :
  - La Planète des singes : L'Affrontement (2014) : César
  - Avengers : L'Ère d'Ultron (2015) : Ulysses Klaue
  - La Planète des singes : Suprématie (2017) : César
  - Black Panther (2018) : Ulysses Klaue
  - Séduis-moi si tu peux ! (2019) : Parker Wembley
  - The Batman (2022) : Alfred Pennyworth
  - Luther : Soleil déchu (2023) : David Robey

- Jai Courtney dans (7 films) :
  - Divergente (2014) : Eric
  - Invincible (2014) : Hugh « Cup » Cuppernell
  - Divergente 2 : L'Insurrection (2015) : Eric
  - Suicide Squad (2016) : George « Digger » Harkness / Captain Boomerang
  - Jolt (2021) : Justin
  - The Suicide Squad (2021) : George « Digger » Harkness / Captain Boomerang
  - Dangerous Animals (2025) : Tucker

- Hugh Jackman dans (6 films) :
  - Chappie (2015) : Vincent Moore
  - This Is Not a Love Story (2015) : Hugh Jackman
  - Eddie the Eagle (2016) : Bronson Peary
  - Logan (2017) : Logan / Wolverine
  - Reminiscence (2021) : Nick Bannister
  - Deadpool et Wolverine (2024) : Logan / Wolverine

- Bobby Cannavale dans (6 films) : 
  - Spy (2015) : Sergio De Luca
  - Jumanji : Bienvenue dans la jungle (2017) : Russel Van Pelt
  - Brooklyn Affairs (2019) : Tony Vermonte
  - Thunder Force (2021) : William « le King » Stevens
  - Blonde (2022) : Joe DiMaggio
  - Ezra (2023) : Max Brandel

- Stephen Dorff dans :
  - Les Immortels (2011) : Stavros
  - The Iceman (2013) : Joey Kuklinski
  - Paradise City (2022) : Robbie Cole

- Liev Schreiber dans :
  - My Movie Project (2013) : Robert
  - Le Majordome (2013) : Lyndon B. Johnson
  - Outsider (2017) : Chuck Wepner

- Ralph Ineson dans : 
  - Hurricane (2018) : Perkins
  - Tout le monde parle de Jamie (2021) : Wayne, le père de Jamie
  - La Malédiction : L'Origine (2024) : père Brennan

- Will Arnett dans :
  - Ninja Turtles (2014) : Vernon Fenwick
  - Ninja Turtles 2 (2016) : Vernon Fenwick
  - Une équipe de rêve (2023) : Alex Magnussen

- Jason Momoa dans :
  - Conan (2011) : Conan
  - Du plomb dans la tête (2013) : Keegan

- Iain Glen dans : 
  - Kick-Ass 2 (2013) : Oncle Ralph
  - Black Beauty (2020) : John Manly

- Ed Skrein dans :
  - Northmen : Les Derniers Vikings (2014) : Hjorr
  - Le Transporteur : Héritage (2015) : Frank Martin

- Eric Bana dans :
  - Délivre-nous du mal (2014) : Ralph Sarchie
  - Special Correspondents (2016) : Frank Bonneville

- Seth MacFarlane dans : 
  - Albert à l'ouest (2014) : Albert
  - Logan Lucky (2017) : Max Chilblain

- Jeffrey Dean Morgan dans : 
  - Bus 657 (2015) : Luke Vaughn
  - La Chapelle du diable (2021) : Gerald « Gerry » Fenn

- David Bautista dans : 
  - The Warrior's Gate (2017) : Arun
  - Final Score (2018) : Michael Knox

- Ma Dong-seok dans :
  - Le Gangster, le Flic et l'Assassin (2019) : Jang Dong-soo, le gangster
  - The Roundup (2022) : Ma Seok-do

- David Harbour dans :
  - Hellboy (2019) : Hellboy
  - Violent Night (2022) : Santa Claus

- Michael Sirow dans :
  - Out of Death (2021) : Hank Rivers
  - Jeu de survie (2021) : Frank

- 2010 : Burlesque : Marcus Gerber (Eric Dane)
- 2010 : Route Irish : Nelson (Trevor Williams[4])
- 2010 : The Social Network : voix additionnelles
- 2011 : Super 8 : Louis Dainard (Ron Eldard)
- 2011 : Cowboys et Envahisseurs : voix additionnelles
- 2011 : Jeux d'été : Vincenzo (Antonio Merone)
- 2012 : Millénium : Les Hommes qui n'aimaient pas les femmes : Dragan Armansky (Goran Visnjic)
- 2012 : Blanche-Neige et le Chasseur : Gort (Ray Winstone)
- 2012 : Ce qui vous attend si vous attendez un enfant : Preston (Thomas Lennon)
- 2012 : Chronicle : un policier ( ? )
- 2013 : C'est la fin : Danny McBride[n 2] (Danny McBride)
- 2013 : Oblivion : Sykes (Nikolaj Coster-Waldau)
- 2013 : Les Flingueuses : Hank LeSoire (Adam Ray)
- 2013 : Last Vegas : Maurice (Roger Bart) et Neil (Ric Reitz)
- 2013 : Philomena : Pete Olsson (Peter Hermann)
- 2013 : Dallas Buyers Club : Clint (J. D. Evermore)
- 2014 : Homefront : Morgan « Gator » Bodine (James Franco)
- 2014 : I, Frankenstein : Ophir (Mahesh Jadu)
- 2014 : Brick Mansions : George « The Greek » (Carlo Rota)
- 2014 : The Homesman : Aloysius Duffy (James Spader)
- 2014 : Jimmy's Hall : Mossy (Francis Magee)
- 2014 : Taken 3 : Stuart St John (Dougray Scott)
- 2014 : Godzilla : Huddlestone (Al Sapienza)
- 2014 : Paradise Lost : Drago (Carlos Bardem)
- 2014[n 3] : Big Game : un agent de la Navy ( ? )
- 2014 : Noé : Lamech (Marton Csokas)
- 2014 : Wild : un ranger (Brian Van Holt)
- 2015 : Hacker : Mark Jessup (Holt McCallany)
- 2015 : Macbeth : Banquo (Paddy Considine)
- 2015 : Docteur Frankenstein : Barnaby (Daniel Mays)
- 2015 : San Andreas : Harrison (Matt Gerald)
- 2015 : L'Honneur des guerriers : Ito (Tsuyoshi Ihara)
- 2016 : Tu ne tueras point : Randall « Teach » Fuller (Richard Pyros)
- 2016 : The Do-Over : Dakota (Stan Ellsworth)
- 2016 : Le Chasseur et la Reine des glaces : Liefr (Sam Hazeldine)
- 2016 : The Nice Guys : le premier barman (Terence Rosemore)
- 2016 : Tarzan : le capitaine Kerchover (Casper Crump)
- 2016 : 13 Hours : Boon (David Denman)
- 2016 : Sam Was Here : Gerald [Qui ?]
- 2017 : La Femme la plus détestée d'Amérique : David Waters (Josh Lucas)
- 2017 : Guardians : Ler (Sébastien Sisak)
- 2017 : Valérian et la Cité des mille planètes : Igon Sirus (John Goodman) (voix)
- 2017 : Death Note : Watari (Paul Nakauchi)
- 2017 : Jigsaw : Ryan (Paul Braunstein)
- 2017 : HHhH : Heinrich Müller (Geoff Bell)
- 2017 : Star Wars, épisode VIII : Les Derniers Jedi : le capitaine de la frégate médicale (Danny Sapani)
- 2018 : Le Labyrinthe : Le Remède mortel : Jasper (Dylan Smith)
- 2018 : Carnage chez les Puppets : Phil Philips (Bill Barretta) (voix)
- 2018 : Détective Dee 3 : La Légende des rois célestes : Sceller [Qui ?]
- 2018 : The Old Man and The Gun : Beckley (Robert Longstreet)
- 2019 : Holy Lands : Moshe Cattan (Tom Hollander)
- 2019 : Anna : Alex Tchenkov (Luke Evans)
- 2019 : Dora et la Cité perdue : le singe Babouche (Danny Trejo) (voix)
- 2019 : Once Upon a Time... in Hollywood : Steve McQueen (Damian Lewis)
- 2019 : Terminator: Dark Fate : Rigby (Steven Cree)
- 2019 : Le Coup du siècle : Jérémy (Timothy Simons)
- 2019 : Sorry We Missed You : Gavin Maloney (Ross Brewster)
- 2020 : Birds of Prey et la fantabuleuse histoire de Harley Quinn : le chauffeur de Roman Sionis (Daniel Bernhardt)
- 2020 : Un espion ordinaire : Oleg Penkovsky (Merab Ninidze)
- 2020 : Méandre : Adam (Peter Franzén)
- 2020 : Archive : Tagg (Peter Ferdinando)
- 2021 : Cosmic Sin : Marcus Bleck (Costas Mandylor)
- 2021 : Mortal Kombat : Bi-Han / Sub-Zero (Joe Taslim (en))
- 2021 : Chaos Walking : Ben (Demián Bichir)
- 2021 : Inconditionnel : Kadir (Onur Bilge)
- 2021 : Le Bar de la Tendresse : Johnny « la voix » Michaels (Max Martini)
- 2021 : Freaks Out : Fulvio (Claudio Santamaria)
- 2022 : Narvik : Aslak Tofte (Stig Henrik Hoff)
- 2023 : Loin d'ici : Josip Cega (Goran Bogdan)
- 2023 : Transformers: Rise of the Beasts : Scourge (Peter Dinklage) (voix)
- 2023 : Paradise : Stefan (Andreas Windhuis)
- 2023 : The Creator : le capitaine McBride (Marc Menchaca)
- 2023 : Killers of the Flower Moon : Henry Grammer (en) (Sturgill Simpson)
- 2024 : Rebel Ridge : le chef Sandy Burnne (Don Johnson)
- 2024 : The Apprentice : Roy Cohn (Jeremy Strong)
- 2025 : iHostage : Abe (Matteo van der Grijn)

#### Courts métrages
- Benedict Cumberbatch dans : 
  - La Merveilleuse Histoire de Henry Sugar (2023) : Henry Sugar / Max Engelman
  - Venin (2023) : Harry Pope

#### Films d'animation
- 2007[n 4] : Evangelion: 1.0 You Are (Not) Alone : membres de la SEELE
- 2009[n 4] : Evangelion: 2.0 You Can (Not) Advance : membres de la SEELE
- 2012 : Sammy 2 : Big Boss, l'hippocampe[5]
- 2012 : Les Cinq Légendes : Bunny[6],[n 5]
- 2012[n 4] : Evangelion: 3.0 You Can (Not) Redo : membres de la SEELE
- 2013 : Monstres Academy : Brock Pearson[7],[n 6]
- 2013 : Planes : Ripslinger[8],[n 7]
- 2013 : Turbo : Guy la Gagne[9],[n 8]
- 2015 : Objectif Lune : Scott Goldwing
- 2016 : Kung Fu Panda 3 : Kai[n 9]
- 2016 : Lego DC Comics Super Heroes: Justice League : S'évader de Gotham City : Deathstroke[n 10]
- 2017 : Teen Titans: The Judas Contract : Deathstroke[n 10]
- 2017 : Lego Ninjago, le film : Garmadon[n 11]
- 2017 : Drôles de petites bêtes : Sphinx (création de voix)
- 2018 : Suicide Squad : Le Prix de l'enfer : Vandal Savage[n 10]
- 2018 : Batman Ninja : Deathstroke[n 10]
- 2018 : Mutafukaz : Esperito (création de voix)
- 2019 : Royal Corgi : Tyson
- 2019 : Nicky Larson Private Eyes : Cooper
- 2019 : Playmobil, le film : le Chevalier Noir
- 2020 : Deathstroke: Knights & Dragons : Deathstroke[n 10]
- 2021 : Evangelion: 3.0+1.0 Thrice Upon a Time : membres de la SEELE
- 2021 : Princesse Dragon : le dragon (création de voix)
- 2022 : Wendell and Wild : Manberg
- 2022 : Les Monstres du foot : Zlatan Ibrahimović
- 2022 : Samouraï Academy : Sumo[n 12]
- 2023 : Super Mario Bros. le film : Bowser[n 13]
- 2023 : Les As de la jungle 2 : Opération tour du monde : Henry (création de voix)
- 2023 : Justice League: Warworld : Lobo
- 2025 : Batman Ninja vs. Les Yakuzas : Bruce Wayne / Batman[n 14]

### Télévision

#### Téléfilms
- 2014 : Mariée avant le printemps : Tom Halsey (Kirby Morrow (en))
- 2018 : Destin brisé : Britney Spears, l'enfer de la gloire : James Spears (en) (Matthew Harrison)
- 2019 : Le Noël des héros : Tom Daniels (Bart Johnson)
- 2021 : La Fabuleuse parade de Noël : Luke Fletcher (Patrick Sabongui (en))
- 2023 : Une rose pour sa tombe : l'histoire vraie de Cynthia Baumgartner : Randy Roth (Colin Egglesfield)

#### Séries télévisées
- Jeffrey Dean Morgan dans :
  - Extant (2015) : James Daniel « J. D. » Richter (13 épisodes)
  - The Good Wife (2015-2016) : Jason Crouse (19 épisodes)
  - The Walking Dead (2016-2022) : Negan (95 épisodes)
  - The Walking Dead: Dead City (depuis 2023) : Negan
  - The Boys (2024) : Joe Kessler (saison 4)

- Casper Crump dans :
  - Flash (2015) : Vandal Savage (saison 2, épisode 8)
  - Arrow (2015) : Vandal Savage (saison 4, épisode 8)
  - Legends of Tomorrow (2016-2019) : Vandal Savage (11 épisodes)

- Michael Irby dans :
  - True Detective (2015) : l'inspecteur Elvis Ilinca (saison 2)
  - Taken (2017) : Scott (saison 1)
  - SEAL Team (2017-2018) : Adam Seaver (11 épisodes)

- Brian J. White dans :
  - Hostages (2013-2014) : le colonel Thomas Blair (8 épisodes)
  - Chicago Fire (2015) : Dallas Patterson (saison 4)

- Sean Maguire dans :
  - Once Upon a Time (2013-2018) : Robin des Bois (56 épisodes)
  - Timeless (2016) : Ian Fleming (saison 1, épisode 4)

- Zach McGowan dans :
  - Les 100 (2016-2020) : Roan kom Azgeda, le prince puis roi de la Nation des Glaces (17 épisodes)
  - Damnation (2017-2018) : Tennyson Duvall (épisodes 7 et 10)

- Tom Hardy dans :
  - Taboo (2017) : James Keziah Delaney (mini-série)
  - MobLand (depuis 2025) : Harry Da Souza

- Brendan Fraser dans : 
  - Doom Patrol (depuis 2019) : Clifford Steele / Robotman (voix)
  - DC Titans (2023) : Clifford Steele / Robotman (2e voix - saison 4, épisode 10)

- C. Thomas Howell dans :
  - The Terror (2019) : le major Hallowell Bowen (saison 2)
  - Chargés à bloc (2023) : Haggerty

- Angus Sampson dans :
  - La Défense Lincoln (depuis 2022) : Dennis « Cisco » Wojciechowski
  - Hartley, cœurs à vif (2024) : Timothy Voss (saison 2)

- 2010 : Undercovers : Novac Hincir (Enver Gjokaj) (épisode 10)
- 2011 : Drop Dead Diva : Keith Geary (Zack Ward) (saison 3, épisode 4)
- 2011-2012 : Pan Am : Richard Parks (Jeremy Davidson (en))
- 2012-2013 : Treme : Louis « L. P. » Everett (Chris Coy)
- 2013 : Game of Thrones : Daario Naharis (Ed Skrein) (saison 3, épisodes 8 à 10)
- 2013-2014 : Pretty Little Liars : Eddie Lamb (Reggie Austin (en)) (5 épisodes)
- 2014 : Blacklist : Sam Raimo (Casey Siemaszko) (saison 1, épisode 16)
- 2014-2015 : Person of Interest : Devon Grice (Nick E. Tarabay) (saison 4)
- 2015 : Scream : le shérif Clark Hudson (Jason Wiles) (saison 1)
- 2015 : Dominion : Jasper (Alex An-Los)
- 2015 : Battle Creek : l'inspecteur Russ Agnew (Dean Winters)
- 2015 : Black Sails : Jenks (Robert Hobbs) (saison 2)
- 2015 : Show Me a Hero : Peter Chema (Danny Mastrogiorgio) (mini-série)
- 2015 : Zoo : Goldy (Christopher Berry (en)) (saison 1, épisode 13)
- 2015-2016 : Gotham : Aaron Helzinger (Stink Fisher (en)) (saison 2)
- 2015-2020 : Vikings : Torstein (Jefferson Hall) (2e voix, saison 3) et le roi Harald Finehair (Peter Franzén) (49 épisodes)
- 2016 : Alerte Contagion : Sam (Shawn Parsons) (mini-série)
- 2016 : American Gothic : Garrett Hawthorne (Antony Starr)
- 2016 : Shooter : James Richards (Randy Orton) (saison 1, épisode 5)
- 2016-2019 : The Affair : Furkat (Jonathan Cake) (5 épisodes)
- 2016-2019 : Shadowhunters : Lucian « Luke » Garroway (Isaiah Mustafa) (55 épisodes)
- 2017 : L'Arme fatale : Angelo Casciano (Jim Pirri (en)) (saison 1, épisode 12)
- 2017 : Jane the Virgin : Chuck (Johnny Messner) (10 épisodes)
- 2017 : Gunpowder : Sir William Wade (en) (Shaun Dooley) (mini-série)
- 2017 : Loaded : Adam « Watto » Watson (Nick Helm (en)) (8 épisodes)
- 2017 : American Gods : Robbie Burton (Dane Cook) (saison 1, épisode 4)
- 2017 : Elven : La Rivière des secrets (de) : Bjørn Fredheim (Stig Henrik Hoff)
- 2017-2018 : Iron Fist : Lei Kung (Hoon Lee) (saison 1, épisode 6 et saison 2, épisode 2)
- 2017-2019 : Les Désastreuses Aventures des orphelins Baudelaire : Lemony Snicket (Patrick Warburton) (25 épisodes)
- 2017-2019 : Knightfall : Sir Landry du Lauzon (Tom Cullen) (18 épisodes)
- 2018 : Deep State (en) : Said (Zubin Varla (en))
- 2018 : The Detail (en) : Marc Savage (Ben Bass)
- 2018 : iZombie : Cain (James Jordan) (saison 4, épisode 9)
- 2018 : Mrs Wilson : Alexander « Alec » Wilson (en) (Iain Glen) (mini-série)
- 2018-2019 : Cloak and Dagger : l'inspecteur Connors (J. D. Evermore) (14 épisodes)
- 2018-2019 : Reine du Sud : Javier Jimenez (Alfonso Herrera) (15 épisodes)
- 2019 : The Righteous Gemstones : Scotty / le démon (Scott MacArthur) (saison 1)
- 2019 : The Loudest Voice : Brian Lewis (Seth MacFarlane) (mini-série)
- 2019-2020 : Coisa Mais Linda : Roberto Pasquim (Gustavo Machado (pt))
- 2019-2023 : Warrior : le sergent Bill « Big » O'Hara (Kieran Bew) (30 épisodes)
- depuis 2019 : For All Mankind : Edward Baldwin (Joel Kinnaman)
- 2020 : Briarpatch : Jake Spivey (Jay R. Ferguson) (10 épisodes)
- 2020 : The Mandalorian : ? (?) (saison 2, épisode 3)
- depuis 2020 : Miss Scarlet, détective privée (en) : William « Duke » Wellington (Stuart Martin)
- 2021 : Hit & Run : Segev Azulay (Lior Raz)
- 2021 : Mayor of Kingstown : Duke (Andrew Howard) (saison 1)
- 2021 : The Lost Symbol : Benjamin York / Samyaza (Mark Gibbon (en))
- 2021-2023 : Young Rock : André le Géant (Matt Willig (en)) (14 épisodes)
- depuis 2021 : SEAL Team : le maître principal Jason Hayes (David Boreanaz) (2e voix, à partir de la saison 5)
- 2022 : Pam and Tommy : Milton « Oncle Miltie » Ingley (Nick Offerman) (mini-série)
- 2022 : First Kill : Clayton Cook (Joseph D. Reitman (en)) (5 épisodes)
- 2022 : Charmed : Quentin Moore / Tallyman (Jed Rees (en)) (saison 4)
- 2022 : Barry : Fernando (Miguel Sandoval) (saison 3)
- 2022 : Willow : le commandant Ballantine (Ralph Ineson)
- 2022 : The Golden Hour (nl) : Ilja (Matteo van der Grijn) (5 épisodes)
- 2022 : Barbares : Marbod (Murathan Muslu (de)) (saison 2)
- 2022 : Angelyne : l'avocat de Max Allen (David Krumholtz) (mini-série)
- 2022-2023 : Christian (it) : Matteo (Claudio Santamaria) (12 épisodes)
- 2023 : Le Continental : D'après l'Univers de John Wick : Mayhew (Jeremy Bobb) (mini-série)
- 2023 : Bupkis (en) : Michael (John Pollono (en)) (saison 1, épisode 8)
- 2023 : Lawmen : L'Histoire de Bass Reeves : Braxton Sawyer (Brian Van Holt) (mini-série)
- 2023 : 1923 : le capitaine Shipley (Joseph Mawle)
- 2024 : Reine rouge (es) : Mentor (Àlex Brendemühl)
- 2024 : Le Régime : le caporal Herbert Zubak (Matthias Schoenaerts) (mini-série)
- 2024 : The Big Cigar : Sydney Clark (Marc Menchaca) (mini-série)
- 2024 : Monstres : L'Histoire de Lyle et Erik Menéndez : José Menéndez (Javier Bardem) (mini-série)
- 2024 : Tracker : Gideon Drell (Steve Bacic) (saison 2, épisode 5)
- 2025 : The Last of Us : Isaac Dixon (Jeffrey Wright) (saison 2)

#### Séries d'animation
- 2015[n 15] : JoJo's Bizarre Adventure : Stardust Crusaders : Anubis
- 2016-2018 : Chasseurs de trolls : Les Contes d'Arcadia : Shultz
- 2017-2022 : Pete the Cat (en) : Neville
- 2018 : Raiponce, la série : le capitaine Quaid
- 2018 : Le Trio venu d'ailleurs : Les Contes d'Arcadia : Shultz
- 2018 : La Garde du Roi lion : Kenge
- 2019 : Apollon le grillon et les drôles de petites bêtes : Sphinx
- depuis 2019[n 16] : Vinland Saga : Floki
- 2020 : Dragon's Dogma (en) : le dragon
- 2020 : Transformers : La Trilogie de la guerre pour Cybertron : Sky Lynx
- 2020-2021 : Solar Opposites : Rico / le Duc[n 17]
- 2021 : Battle Game in 5 Seconds (en) : Hajime Ogami
- 2021-2023 : What If...? : Dr Stephen Strange / Docteur Strange / Docteur Strange Suprême / Strange Démon[n 18] (6 épisodes) et Ulysse Klaue[n 19] (saison 1, épisode 6)
- depuis 2022 : Batwheels : Calculateur
- 2023 : Mech Academy : Les cadets : le capitaine Tanaka
- 2023 : Rick et Morty : Hugh Jackman[n 5] (saison 7, épisode 1)
- 2023-2024 : Wakfu : Bouillon (OAV et saison 4)
- depuis 2024 : X-Men ’97 : James « Logan » Howlett / Wolverine
- depuis 2024 : Batman, le justicier masqué : James Gordon
- 2025 : Invincible : Conquest[n 20]
- 2025 : Moonrise (en) : Bob Skylum

### Jeux vidéo
- 2012 : Hitman: Absolution : agent 47
- 2012 : Far Cry 3 : ?[n 10] (multijoueur)
- 2013 : Batman: Arkham Origins : Bane[10]
- 2013 : Tomb Raider : Jonah Maiava
- 2013 : Knack : Knack
- 2013 : Planes : Ripslinger
- 2014 : Borderlands: The Pre-Sequel! : Wilhelm
- 2014 : Dragon Age: Inquisition : Iron Bull
- 2014 : Lego Le Hobbit : Smaug
- 2014 : Disney Infinity: Marvel Super Heroes : Ronan l'Accusateur
- 2015 : Mortal Kombat X : Kuai Liang / Sub-Zero et Bo Rai Cho[n 10]
- 2015 : Bloodborne : le père Gascoigne et l’homme en fauteuil roulant[n 10]
- 2015 : Rise of the Tomb Raider : Jonah Maiava
- 2015 : Call of Duty: Black Ops III : Jacob Hendricks
- 2015 : Tom Clancy's Rainbow Six: Siege : Sledge
- 2015 : Star Wars Battlefront : voix additionnelles[n 10]
- 2016 : Overwatch : Faucheur
- 2016 : Final Fantasy XV : Dave, le leader des chasseurs[n 10]
- 2016 : Lego Marvel's Avengers : Thor
- 2017 : Tom Clancy's Ghost Recon Wildlands : l'agent Ricardo « Ricky » Sandoval / Shadow
- 2017 : The Legend of Zelda: Breath of the Wild : Daruk
- 2017 : Mass Effect: Andromeda : Reyes Vidal
- 2017 : Injustice 2 : Bane et Kuai Liang / Sub-Zero[n 10]
- 2017 : Knack 2 : Knack
- 2017 : The Evil Within 2 : le père Théodore
- 2017 : Prey : Walther Dahl[n 10]
- 2017 : La Terre du Milieu : L'Ombre de la guerre : Castamir[n 10]
- 2017 : Star Wars Battlefront II : l'officier de l'Alliance Rebelle
- 2018 : World of Warcraft : Battle for Azeroth : N'Zoth
- 2018 : Spider-Man : Tombstone et des démineurs
- 2018 : Shadow of the Tomb Raider : Jonah Maiava
- 2018 : Call of Duty: Black Ops IIII : Le Replacer / Le Remplaçant
- 2019 : Anno 1800 : Aarhant
- 2019 : Mortal Kombat 11 : Kuai Liang / Sub-Zero[n 10]
- 2019 : A Plague Tale: Innocence : le seigneur Nicholas et des serviteurs[n 10]
- 2019 : The Sinking City : Charles W. Reed
- 2019 : Call of Duty: Modern Warfare : le capitaine John Price
- 2019 : Blacksad: Under the Skin : John Blacksad[n 10]
- 2020 : Mafia: Definitive Edition : Don Morello[n 10]
- 2020 : Assassin's Creed Valhalla : Ivar Ragnarsson[n 10]
- 2020 : Demon's Souls : Yurt le silencieux
- 2020 : Hyrule Warriors : L'Ère du Fléau : Daruk et voix additionnelles (capitaine Hylien, soldat Hylien, etc.)
- 2020 : Cyberpunk 2077 : Jackie Welles[n 10]
- 2021 : Resident Evil Village : Karl Heisenberg[n 10]
- 2021 : It Takes Two : le scarabée et voix additionnelles
- 2021 : Outriders : Jack Tanner[n 10]
- 2021 : Marvel's Avengers : La Guerre pour le Wakanda : Ulysses Klaue
- 2022 : Dying Light 2 Stay Human : Frank et le lieutenant Grady
- 2022 : Call of Duty: Modern Warfare II : le capitaine John Price
- 2022 : Overwatch 2 : Faucheur
- 2023 : The Legend of Zelda: Tears of the Kingdom : le sage du Feu du passé
- 2023 : Final Fantasy XVI : Cidulfus Telamon
- 2023 : Mortal Kombat 1 : Bi-Han / Sub-Zero
- 2023 : Cyberpunk 2077 : Phantom Liberty : Jackie Welles
- 2023 : Marvel's Spider-Man 2 : Lonnie / Tombstone
- 2023 : Call of Duty: Modern Warfare III : le capitaine John Price
- 2024 : Skull and Bones : le capitaine John Scurlock
- 2024 : Final Fantasy VII Rebirth : Gilgamesh
- 2024 : Final Fantasy XIV: Dawntrail : Ketenramm et Genolt
- 2025 : Doom: The Dark Ages : le commandant Valen

### Fictions audio
- 2020 : As You Want : John Burming (série audio - suspense)
- 2021 : Lanfeust de Troy : Thanos (Bande dessinée audio)
- 2021 : Long John Silver : Lord Byron Hastings (Bande dessinée audio)
- 2022 : Batman Autopsie : Robert (Bande dessinée audio)
- 2022-2023 : Les Rois maudits : Narrateur (Livre audio Audiolib)

## Voix off

### Documentaire
- 2023 :  Prédateurs : le narrateur (Tom Hardy)

### Publicités
- 2014 : Fête du cinéma 2014 : Jean-Luc, le dragon[11]
- 2016 : Gamme de soins Axe
- 2016 : Annonce de la diffusion du film d'animation Doctor Strange sur NRJ12
- 2016 : Soupe Royco
- 2018 : Mylan
- 2019 : Orpi
- 2019 : Taureau ailé
- 2020 : Panzani
- 2021 : Audi (Tom Hardy)
- depuis 2022 : Taureau ailé et Cuisinella
- 2023 : forfait NRJ Mobile
- 2023 : Babybel
- 2024 :  Caisse d’Epargne